# Курепыллу
Ку́репыллу (эст. Kurepõllu — «Журавлиное поле») — микрорайон в районе Ласнамяэ города Таллина, столицы Эстонии.

## География
Граничит с микрорайонами Паэвялья, Паэ, Лаагна, Сикупилли, Ууслинн и Кадриорг. Площадь — 0,68 км2. Плотность населения на 1 января 2023 года — 6976,5 чел/км².

## Улицы
В микрорайоне Курепыллу проходят улицы Валге, Выйдуйооксу, Курепыллу, Лаагна, Нарвское шоссе, Лийкури, Юхана Смуула и Турба. 

## Население
В 2014 году в Курепыллу проживали 3800 человек, из них мужчин — 47 %; эстонцы составляли 17 % жителей микрорайона.
| Численность населения микрорайона Курепыллу на 1 января по данным Регистра народонаселения | Численность населения микрорайона Курепыллу на 1 января по данным Регистра народонаселения | Численность населения микрорайона Курепыллу на 1 января по данным Регистра народонаселения | Численность населения микрорайона Курепыллу на 1 января по данным Регистра народонаселения | Численность населения микрорайона Курепыллу на 1 января по данным Регистра народонаселения | Численность населения микрорайона Курепыллу на 1 января по данным Регистра народонаселения | Численность населения микрорайона Курепыллу на 1 января по данным Регистра народонаселения | Численность населения микрорайона Курепыллу на 1 января по данным Регистра народонаселения | Численность населения микрорайона Курепыллу на 1 января по данным Регистра народонаселения | Численность населения микрорайона Курепыллу на 1 января по данным Регистра народонаселения | Численность населения микрорайона Курепыллу на 1 января по данным Регистра народонаселения | Численность населения микрорайона Курепыллу на 1 января по данным Регистра народонаселения | Численность населения микрорайона Курепыллу на 1 января по данным Регистра народонаселения | Численность населения микрорайона Курепыллу на 1 января по данным Регистра народонаселения | Численность населения микрорайона Курепыллу на 1 января по данным Регистра народонаселения |
| 2008                                                                                       | 2010                                                                                       | 2011                                                                                       | 2012                                                                                       | 2013                                                                                       | 2014                                                                                       | 2015                                                                                       | 2016                                                                                       | 2017                                                                                       | 2018                                                                                       | 2019                                                                                       | 2020                                                                                       | 2021                                                                                       | 2022                                                                                       | 2023                                                                                       |
| ------------------------------------------------------------------------------------------ | ------------------------------------------------------------------------------------------ | ------------------------------------------------------------------------------------------ | ------------------------------------------------------------------------------------------ | ------------------------------------------------------------------------------------------ | ------------------------------------------------------------------------------------------ | ------------------------------------------------------------------------------------------ | ------------------------------------------------------------------------------------------ | ------------------------------------------------------------------------------------------ | ------------------------------------------------------------------------------------------ | ------------------------------------------------------------------------------------------ | ------------------------------------------------------------------------------------------ | ------------------------------------------------------------------------------------------ | ------------------------------------------------------------------------------------------ | ------------------------------------------------------------------------------------------ |
| 3608                                                                                       | ↗3697                                                                                      | ↘3681                                                                                      | ↗3706                                                                                      | ↗3717                                                                                      | ↗3800                                                                                      | ↘3787                                                                                      | ↗3799                                                                                      | ↗3890                                                                                      | ↗4042                                                                                      | ↘3987                                                                                      | ↗4178                                                                                      | ↗4469                                                                                      | ↗4693                                                                                      | ↗4744                                                                                      |

## История
Микрорайон Курепыллу был создан в 1991 году на основе 11-го микрорайона Ласнамяэ. Название Курепыллу получил в честь двух ранее существовавших здесь улиц Куре и Пыллу. Эти улицы впервые упоминаются в 1958 году.
Историческое название микрорайона — пригород Турба (эст. Turba all-linnajagu, «Торфяной»).
Самой старой улицей микрорайона является Выйдуйооксу (эст. Võidujooksu — «Беговая»), первые упоминания о которой датируются 1900 годом. Улица была названа в честь соревнований по конному спорту, прошедших 18 марта 1884 года на ипподроме Таллинского общества конного спорта, который находился в окрестностях улицы.
Во второй половине 1930-х годов на территории современного микрорайона проводились масштабные озеленительные работы. Участок в районе Хундикуристику и пожарной башни Пыхья стал популярным местом отдыха. В 1941 году все зелёные насаждения были уничтожены в ходе боевых действий Второй мировой войны.
В 1980-х годах в Курепыллу началось строительство 5- и 9-этажных жилых домов для работников завода «Двигатель». Один из жилых комплексов был построен из красного кирпича, и из-за этой особенности жители прозвали микрорайон «Красной деревней».
В 2004 году на улице Валге началось строительство новых многоквартирных домов.
На окраине Курепыллу, напротив Певческого поля, стоят руины огромной печи для обжига известняка, напоминающие остатки большого моста. В 1840-х годах промышленник Георг Эггерс основал здесь мастерскую по обжигу известняка для строительных целей. Печь топилась торфом, что в те времена было новаторством, и, вероятно, поэтому одна из улиц Курепыллу носит название Турба (эст. Turba tänav — «Торфяная»). Печь работала недолго, всего лишь до конца XIX века. Руины печи внесены в Государственный регистр памятников культуры Эстонии как .

## Общественный транспорт
В микрорайоне курсируют городские автобусы маршрутов № 12, 29, 35, 39, 42, 44, 51, 60, 63, 66, 67.

## Галерея
- Микрорайон Курепыллу
- Улица Валге
- Жилые дома на улице Валге
- Жилые дома на улице Лийкури
- «Красная деревня»
- Улица Выйдуйооксу